# Марешал Тауматурго
Марешал Тауматурго (на португалски: Marechal Thaumaturgo) е град и едновременно община в западната част на бразилския щат Акри. Общината е част от икономико-статистическия микрорегион Крузейро до Сул, мезорегион Вали до Журуа. Населението на общината към 2010 г. е 14 200 души, а територията ѝ е 7744 km² (1,83 д./km²).

## География
Общината е кръстена на името на бразилския маршал Тауматурго, който е пратен тук през 1929 г. в качеството си на представител на бразилските въоръжени сили в региона.
Граничи на север с община Тарауака, на юг с Перу, на изток с община Жордао и на запад с община Порто Валтер.